# Ilya Mikhailovich Bobryshov
Ilya Mikhailovich Bobryshov (tiếng Nga: Илья Михайлович Бобрышов; sinh ngày 22 tháng 7 năm 1997) là một cầu thủ bóng đá người Nga thi đấu cho FC Avangard Kursk.

## Sự nghiệp câu lạc bộ
Anh có màn ra mắt tại Giải bóng đá Quốc gia Nga cho FC Avangard Kursk vào ngày 12 tháng 5 năm 2018 trong trận đấu với FC Olimpiyets Nizhny Novgorod.